# Demokratische Allianz für Vielfalt und Aufbruch
Die Demokratische Allianz für Vielfalt und Aufbruch (DAVA) ist eine politische Vereinigung in Deutschland, die im Januar 2024 gegründet wurde und erstmals im Juni bei der Europawahl in Deutschland 2024 antrat. Sie gilt als Erdoğan-nah. Bei einer Mitgliederversammlung im November 2024 wurde die Umwandlung in eine Partei beschlossen.

## Name
Das Apronym DAVA steht für Demokratische Allianz für Vielfalt und Aufbruch. Es ist gleichlautend mit dem vieldeutigen türkischen Wort dava, das an den arabischen Begriff Daʿwa erinnert. Wird das Wort in einem politischen Kontext verwendet, hat es einen starken religiösen Bezug. Der türkische Präsident Erdoğan verwendet es in der Bedeutung „der richtige Weg“ beziehungsweise „unsere Sache“. Im Arabischen bezeichnet es unter anderem die Missionierung von Nichtmuslimen. Da die Partei jedoch keinen arabischen Ursprung hat und in ihrem Parteiprogramm auch an keiner Stelle das Vorhaben erwähnt, Nichtmuslime missionieren zu wollen, ist ein Zusammenhang unklar.

## Gründung und politische Ausrichtung
Am 16. Januar 2024 veröffentlichte der Vorsitzende Teyfik Özcan auf Facebook eine Gründungserklärung mit den politischen Zielen der Vereinigung und möglichen Spitzenkandidaten für die Europawahlen 2024.
Die Vereinigung setzt sich nach eigenen Angaben dafür ein, dass „Menschen mit ausländischen Wurzeln ihre Rechte in vollem Umfang zugesprochen bekommen“. Sie will Diskriminierung im Alltag, Ungleichbehandlung, Ausgrenzung sowie Kinder- und Altersarmut bekämpfen. Zudem positioniert sie sich gegen Nationalismus, Fremdenfeindlichkeit, antimuslimischen Rassismus und Antisemitismus und bekennt sich zu Vielfalt und Toleranz.
Die DAVA wäre nach Angaben der Stiftung für Türkeistudien und Integrationsforschung nach dem Bündnis für Innovation und Gerechtigkeit und der Allianz Deutscher Demokraten die dritte Partei aus dem „konservativ-nationalistischen und religiösen Milieu der türkischen Regierungspartei“. Laut jener Stiftung konzentriere sich die DAVA „vor allem auf Identitätsfragen“.

## Spitzenkandidaten und Verbindungen zur AKP
Bisher wurden der Parteivorsitzende und drei Spitzenkandidaten der DAVA bekannt gegeben. Alle vier sollen sich in der Vergangenheit für die türkische AKP oder deren Ableger engagiert haben. Zu den Spitzenkandidaten gehören der Hamburger Arzt Mustafa Yoldaş, Gründungsmitglied des European Tulips Club e.V. (Netzwerk und Entwickler interkultureller Strategien zur Verständigung) sowie ehemaliger Vorsitzender der Schura Hamburg und der im Jahr 2010 verbotenen islamistischen Internationalen Humanitären Hilfsorganisation, und der Arzt Ali İhsan Ünlü, ehemaliger Generalsekretär der Organisation DİTİB. Der Solinger Rechtsanwalt Fatih Zingal und der Vorsitzende Teyfik Özcan waren früher Mitglieder der SPD. Zingal bestreitet, dass die DAVA der „verlängerte Arm“ Erdoğans oder der AKP sei.

## Einordnung
Die Vereinigung wird als „Erdoğan-nah“ und „türkisch-islamistisch“ bezeichnet.
Der Journalist Eren Güvercin sieht die Vereinigung als Instrument des türkischen Präsidenten Erdoğan zur politischen Einflussnahme in Deutschland und der EU. Er sieht in der Gründung einen weiteren Versuch Erdoğans, seine politische Agenda durch einen „Propagandalautsprecher“ im Europaparlament zu vertreten. Güvercin weist auf direkte Verbindungen der Gründungsmitglieder und EU-Kandidaten zu türkisch-nationalistischen und islamistischen Kreisen hin und fordert deutsche demokratische Parteien auf, eine klare Strategie zu entwickeln, um der türkischen Einflussnahme entgegenzutreten. Bisher bestehe dafür ein mangelndes politisches Bewusstsein.
Der CDU-Innenpolitiker Christoph de Vries warnte vor der potenziellen Partei und forderte die Sicherheitsbehörden auf, ihre Aktivitäten und ihre Verbindungen zur türkischen Regierung genau zu beobachten. Andere Politiker äußerten ähnliche Bedenken und warnten vor einer direkten Einflussnahme der türkischen Regierung auf die deutsche Politik durch die DAVA.
Ali Ertan Toprak, CDU-Politiker und Vorsitzender der Kurdischen Gemeinde Deutschlands,  bezeichnet die DAVA als antidemokratisch, als deutschen Ableger der AKP und als türkische AfD.

## Wahlpotential und Einfluss
Durch das im Jahr 2024 verabschiedete Staatsangehörigkeitsmodernisierungsgesetz könnte die Vereinigung auf ein größeres Wählerpotenzial zurückgreifen. In Deutschland leben schätzungsweise zwischen 5,3 und 5,6 Millionen Muslime, von ihnen sind etwa 2,5 Mio. türkeistämmig. Würden diese die DAVA wählen, würde sie die Fünf-Prozent-Hürde bei den Bundestagswahlen überspringen. Das Parteipersonal von DAVA hat einen mehrheitlich türkischen Hintergrund. Insbesondere in Großstädten mit einem hohen Anteil türkischstämmiger Wähler könnte die DAVA bei Kommunalwahlen eine Rolle spielen. Laut der Stiftung für Türkeistudien und Integrationsforschung ist ein großer Teil der 1,5 Millionen deutschen Staatsbürger mit türkischer Abstammung „eher liberal orientiert“ und „politisch im Mitte-Links-Spektrum verortet“ und würde „eher nicht“ für die DAVA stimmen. Auch Kurden, Aleviten und nicht-islamische Türken in Deutschland lehnen Erdoğan und damit die DAVA ab. Jenseits der Deutsch-Türken möchte die Partei aber generell Migranten ansprechen; im Besonderen jene muslimischen Glaubens, die von den etablierten Parteien enttäuscht sind.

## Wahlen
Die DAVA wurde Ende März 2024 von der Bundeswahlleiterin zur Europawahl 2024 zugelassen. Der Wahlausschuss prüfte bei der Zulassung nicht die Verfassungsmäßigkeit der Vereinigung, sondern lediglich, ob die formellen Anforderungen für die Zulassung zur Wahl erfüllt waren. Neben Fatih Zingal traten Ali Ihsan Ünlü, ehemaliger Vorstand der DITIB in Niedersachsen, und Mustafa Yoldaş, der sich für die islamistische Vereinigung Millî Görüş engagierte, als Kandidaten zur Europawahl an. Die Partei erhielt bundesweit 148.496 Stimmen, was einem Anteil von 0,4 % entspricht. Damit verfehlte sie einen Sitz im Europaparlament. Zur Bundestagswahl 2025 reichte die Partei nur in Nordrhein-Westfalen eine Landesliste ein, die vom dortigen Wahlausschuss abgelehnt wurde.
Bei der Bürgerschaftswahl in Hamburg 2025 erzielte die Partei 0,6 % der Stimmen, womit sie eine Teilnahme an der staatlichen Parteienfinanzierung verfehlte, die bei Wahlen auf Landesebene ein Prozent der abgegebenen gültigen Stimmen erfordert.

## Verweise
- dava-eu.org – Netzauftritt von DAVA
- Tagesschau.de: Türkeinahe Gruppierung Was im Programm von DAVA steht, von Arnd Henze, Susanne Petersohn, Hüseyin Topel, WDR, 5. Februar 2024
- Susana Santina, Heiko Rahms: Die Spur – Politik von Erdoğans Gnaden? in der ZDF-Mediathek. Video (29 Min.), abrufbar bis 16. Oktober 2026, auf youtube DAVA: Eine Partei unter Einfluss des türkischen Präsidenten? Die Spur, veröffentlicht am 5. November 2024